# Hasselstad
Hasselstad is een plaats in de gemeente Ronneby in het landschap Blekinge en de provincie Blekinge län in Zweden. De plaats heeft 104 inwoners (2005) en een oppervlakte van 26 hectare.